# Tomgang (tv-serie)
 Der er for få eller ingen kildehenvisninger i denne artikel, hvilket er et problem. Du kan hjælpe ved at angive troværdige kilder til de påstande, som fremføres i artiklen.

 For alternative betydninger, se Tomgang (flertydig). (Se også artikler, som begynder med Tomgang)
Tomgang var en dansk komedieserie med bl.a. Mick Øgendahl, Sarah Grünewald, Sami Darr og Rune Klan, som blev sendt på ZULU. Den hylder hverdagen og de små dramaer oplevet fra tre voksne drenges egen virkelighed.
Pilotafsnittet blev sendt i efteråret 2012, mens serien først havde premiere i efteråret 2013, hvor det første afsnit blev sendt 1. september. Optagelserne til anden sæson gik i gang i starten af 2014, og sæson 2 bliver sendt på ZULU i efteråret 2014. Sæson 3 havde start d. 12. oktober 2015 på ZULU.
Titelmelodien er komponeret af Mads Demant

## Medvirkende

### Primære medvirkende
- Mick Øgendahl
- Rune Klan
- Sami Darr
- Tina Gylling Mortensen
- Sarah Grünewald
- Waage Sandø (person i sæson 3)

### Andre medvirkende
- Joshua Berman
- Ken Vedsegaard
- Thomas W. Gabrielsson
- David Garmark
- Waage Sandø (gæsteskuespiller i sæson 2 og bliver senere i serien en fast person)
- Uyen Nguyen
- Søren Malling
- Simon Talbot
- Gaia Maria Jørgensen
- Pi Svenstrup
- Julie Agnete Vang
- Ditte Arnth
- Vibeke Hastrup
- Lotte Munk